# Hippologie
L'hippologie est l'étude du  cheval dans sa globalité. Elle comprend l'anatomie du cheval, son comportement et son entretien.

## Étymologie
Hippologie est un mot tiré du grec ἱππος, qui signifie « cheval » et de λόγος, qui signifie « discours ». Elle désigne l'étude du cheval dans sa globalité.

## Histoire de l'hippologie
L'étude du cheval en vue d'améliorer ses performances est très ancienne, une des premières traces provient de l'écuyer Kikkuli au XVe siècle av. J.-C., décrivant des techniques d'entraînement progressif et des soins à prodiguer. Des tablettes en écriture cunéiforme reprenant son enseignement ont été découvertes entre 1906 et 1934, et ont été regroupées et publiées sous le titre L'art de soigner et d'entraîner les chevaux. Ce recueil est considéré comme le premier traité d'équitation qui nous soit parvenu.
Des textes dits hippiatriques (médecine du cheval) sont retrouvés à Ugarit en Syrie.
Xénophon, au IVe siècle av. J.-C., en Grèce, décrit dans Équitation les principes à suivre dans le choix d’un cheval de guerre, dans De l'art équestre, le dressage d'un cheval et dans Cyropédie des éléments de pansage. Plutarque, qui l'a lu, devient un passeur de la culture équestre grecque antique dans le monde romain, en tirant « une réflexion morale et politique ».
Au Moyen Âge, l'hippologie arabe se distingue par des dessins à portée vétérinaire. Une des œuvres majeures en est « El Nâceri », rédigé en 1333 par Abou Bakr Ibn Badr Eddîn Ibn El Moundir El Baïtar,
Le premier livre d'hippologie après l'antiquité conservé à ce jour O Livro da Ensinança de Bem Cavalgar Toda Sela, écrit en 1438 par Dom Duarte I, roi du Portugal, se trouve à la Bibliothèque nationale française à Paris. Philippica ou haras de chevaux de Jean Tacquet, premier traité en langue française consacré à l'élevage qui parait en 1641, est largement consacré à l'hippologie.  

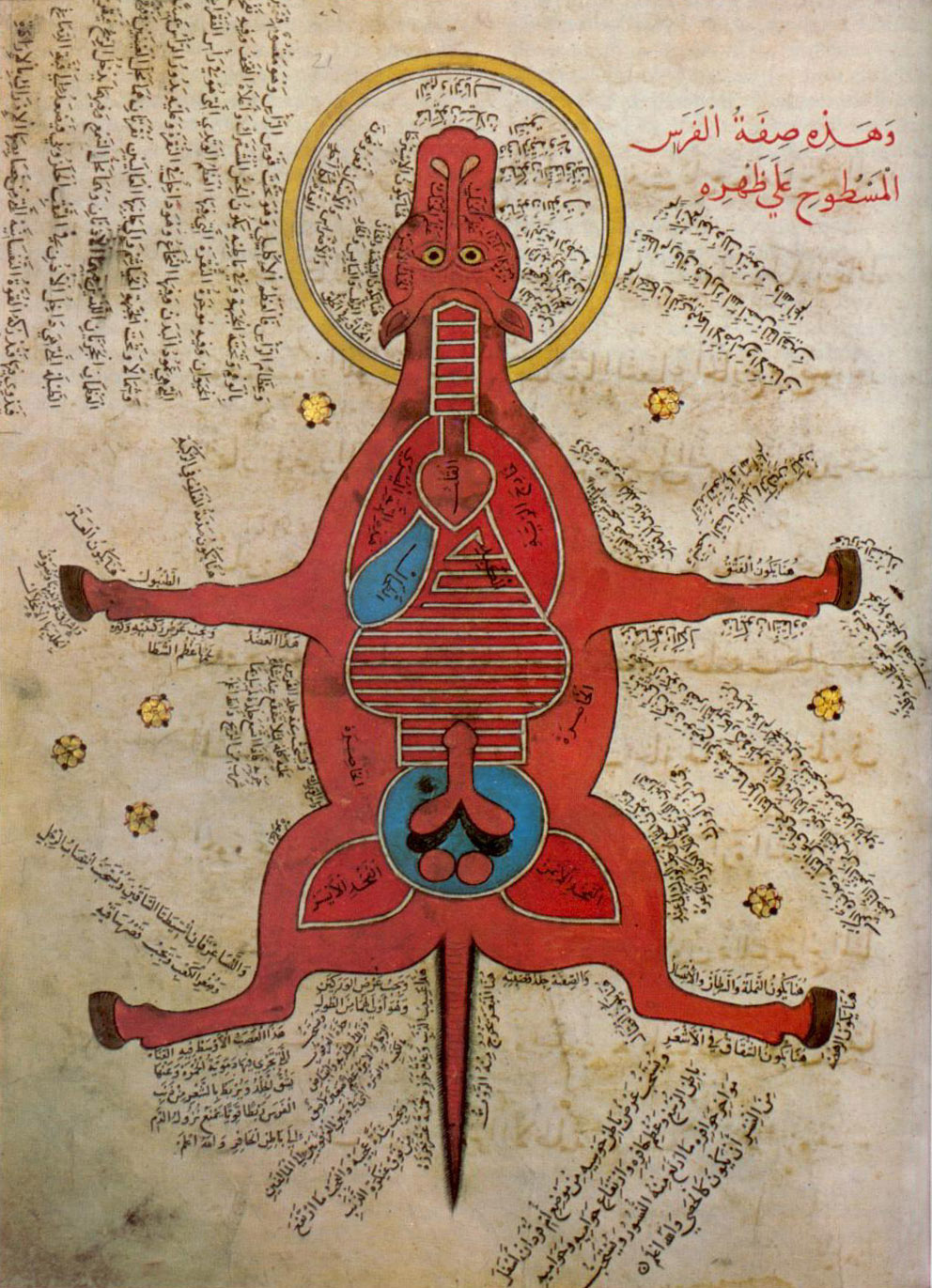
Document égyptien du XVe siècle.

L'hippologie connait un nouvel essor avec grandes écoles de la Renaissance et les ouvrages écrits par les grands maîtres de l'époque : 
- Gianbatista Pignatelli dans première moitié du XVIe siècle, insiste sur l’utilisation d'un mors simple et doux. On lui attribue l'invention du caveçon ainsi que d'avoir lancé l'idée du travail au pilier.
- Antoine de Pluvinel, est l'un des précurseurs de l'école d'équitation française, avec Salomon de La Broue, il a fait évoluer les techniques équestres utilisées en Italie à la fin du XVIe siècle. Il est l'auteur du manuel d’équitation "l'instruction du roi en l'exercice de monter à cheval"'.
- François Robichon de La Guérinière détaille dans École de cavalerie et Éléments de cavalerie les notions d'attitude, de toilettage et d'alimentation. Il annonce également l’éthologie équine bien avant la lettre : « La connaissance du naturel d’un cheval est un des premiers fondements de l’art de le monter, et tout homme de cheval en doit faire sa principale étude. »

Les connaissances en anatomie sont approfondies. En 1598, l'italien Carlo Ruini publie l'ouvrage d'anatomie Anatomia del cavallo, infermita, et suoi rimedii, largement illustré. C'est le premier ouvrage moderne sur les chevaux. Sa description de la circulation sanguine y est novatrice. En 1599, le français Jean Héroard consacre un ouvrage à l'ostéologie du cheval, Hippostologie. En 1683, l'anglais Snape Andrew relie chaque organe à une fonction.
Les progrès en médecine du XVIIIe siècle et du XIXe siècle permettent de passer de l'hippiatrie, soins qui incluaient des rituels magiques et des saignées, à une véritable médecine équine. La première école vétérinaire ouvre ses portes à Lyon en 1761.Alexandre-Bernard Vallon (1819-1864), vétérinaire, il fut directeur du haras de Mostaganem en Algérie en 1852. Il publie Cours d'hippologie à l'usage de MM. les officiers de l'armée en 1863 et Abrégé d'hippologie à l'usage des sous-officiers de l'armée en 1868.Eugène Gayot (1808-1891), vétérinaire, directeur des haras du Pin puis de Pompadour, Inspecteur général des Haras, écrivit de nombreux ouvrages dont Études hippologiques en 1845. 
Les bases de l'éthologie équine moderne, l'étude du comportement du cheval, sont fondées dans les années 1925 par Konrad Lorenz, Karl von Frisch et Nikolaas Tinbergen. Mais l'éthologie équine ne se développe qu'à partir des années 1970.
Depuis le milieu du XXe siècle, les progrès constants de la génétique permettent d'expliquer scientifiquement la coloration de la robe du cheval.

## Généralités
Un cheval vit en moyenne 20 à 30 ans. Les poneys et les chevaux dits « lourds » vivent en moyenne plus longtemps que d'autres races. L'espérance de vie d'un cheval domestique est allongée grâce aux soins prodigués par l'homme, certains chevaux peuvent atteindre les quarante ans.
Un cheval boit 20 à 40 litres d'eau par jour (voir plus).
Un cheval a trois allures différentes : le pas qui est l'allure la moins rapide ; le trot qui est une allure intermédiaire ; le galop qui est l'allure la plus rapide.
Un cheval de selle adulte pèse en moyenne 500 kg, les plus lourds des chevaux de trait peuvent atteindre 1 200 kg.

## Morphologie

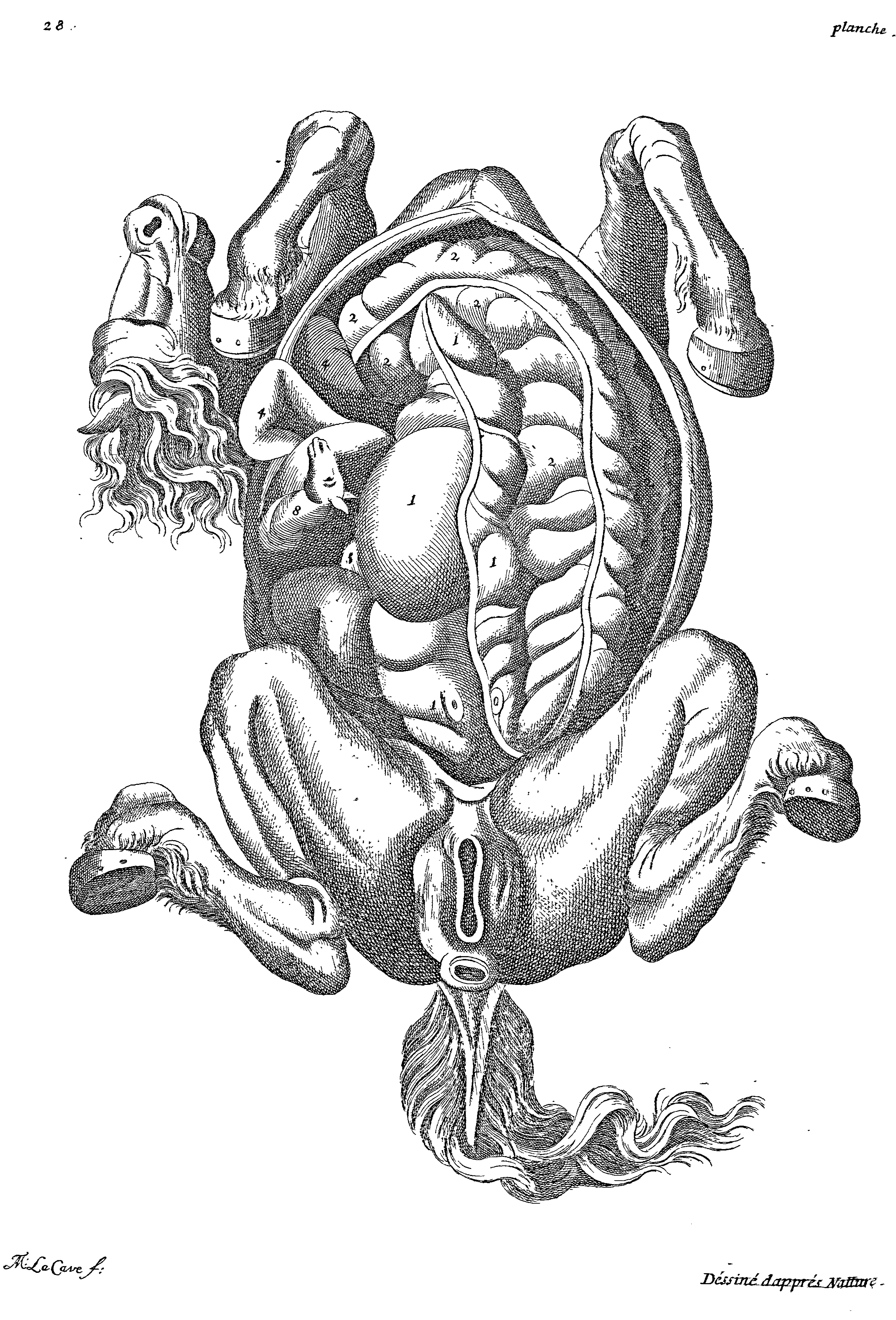
Planche du système digestif équin, dans le traité anatomique et vétérinaire de la Parfaite connaissance des chevaux, par Jean & Gaspard de Saunier, 1734.

La morphologie du cheval est la description physique extérieure d'un cheval, ou d'un autre équidé. Elle inclut la description de l'apparence générale, mais aussi la connaissance des termes spécifiques permettant cette description. La morphologie est un critère extrêmement important dans nombre de domaines touchant aux chevaux, elle compte notamment dans l'inscription des animaux à différents stud-books de races afin qu'ils soient les plus proches possible des critères imposés par le standard des races, mais aussi dans certaines présentations équestres nommées les shows, où les animaux sont jugés sur leur « beauté ». La morphologie d'un cheval permet aussi d'évaluer d'un regard son aptitude possible aux différents sports équestres qui peuvent favoriser une morphologie spécifique chez les animaux, comme l'attelage qui se révèle plus simple pour les chevaux aux épaules droites, ou le saut d'obstacles qui favorise les animaux possédant une arrière-main très musclée leur permettant de mieux sauter. Un grand nombre de termes spécifiques ont été développés pour décrire l'aspect extérieur du cheval et leur connaissance est impérative pour le passage des examens équestres nommés les galops.
L'étude des parties externes est la partie de l'hippologie qui apprend à décrire et apprécier les beautés, défectuosités et tares d'un cheval. Ainsi, il existe un vocabulaire spécifique pour les différentes parties du corps du cheval. Par convention, le cheval se compose de trois parties externes principales :  l'avant-main, le corps et l'arrière-main. L'avant-main comprend tout ce qui se situe devant le cavalier, le corps est la partie de l'anatomie du cheval, qui se trouve sous le cavalier lorsque celui-ci monte le cheval, l'arrière-main est globalement tout ce qui se situe derrière le cavalier, c'est de l'arrière-main que provient l'impulsion du cheval.

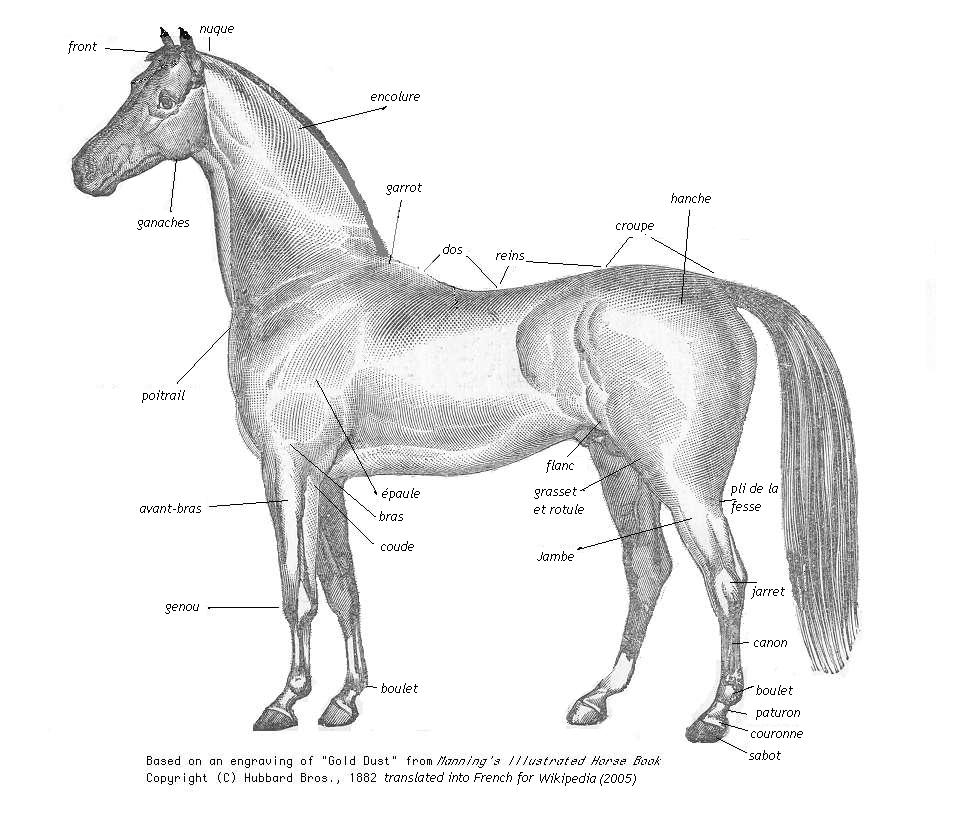
Schéma des parties externes.

## Robe et signalement

### Robe

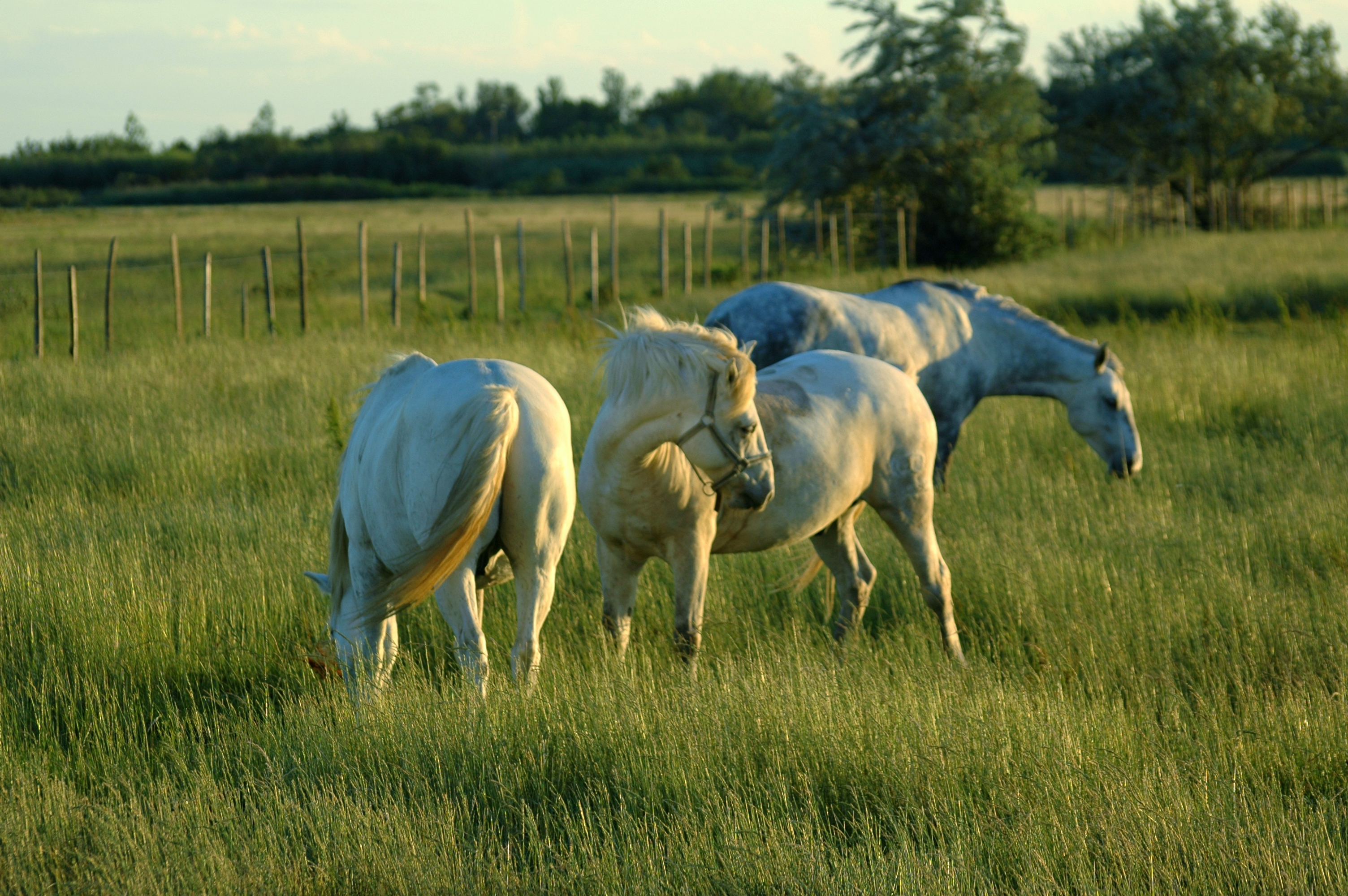
Les chevaux de race Camargue sont le plus souvent de robe grise.)

La couleur des poils et des crins du cheval constitue sa robe. Les robes sont très variées et constituent un moyen d'identification. Aussi font-elles l'objet d'une classification réglementée et d'un vocabulaire précis. Cependant, cette classification des robes du cheval diffère selon les pays, et les différentes réglementations en vigueur. Par conséquent, les découvertes de la génétique depuis le milieu du XXe siècle ne s'accordent pas toujours avec les papiers officiels.

#### Classification en France avant 1999
Les Haras Nationaux utilisaient une classification basée sur l'aspect visuel. Les robes étaient classées en 4 catégories  :
- Les robes unies, composées d'une seule couleur, (mnémotechnique BANC) : Blanc, Alezan, noir, Café au lait
- Les robes composées de deux couleurs séparées, dont les extrémités (jambes, crins) noires (mnémotechnique BIS) : Bai, Isabelle, Souris
- Les robes composées de deux couleurs de poils mélangées (mnémotechnique GAL) : Gris, Aubère, Louvet
- Enfin robes ne rentrant pas dans les catégories précédentes (mnémotechnique RP) : Rouan (robe à trois couleurs mélangées) et Pie (plaques de poils blancs et d'une autre couleur).

#### Classification en France depuis 1999
Depuis 1999, la classification des Haras Nationaux a été modifiée pour prendre en compte l'aspect génétique, et rendue officielle afin d'inclure des robes comme le  palomino et le crème. Elle remplace la méthode BANC BIS GAL RP et divise les robes du cheval en quatre nouvelles grandes familles : 
- les noirs
- les alezans
- les bais
- les autres robes de base

### Marques
Les chevaux qui possèdent des taches, sur les membres ou sur la tête ou les fesses, dont la taille et la forme sont des facteurs d'identification. Des termes précis existent pour décrire ces taches appelées aussi marques blanches.
- La balzane est une tache de poils blancs sur les jambes.
- L'en-tête est une tache de poils blancs sur la tête du cheval.
- La liste  est une trace verticale parcourant le chanfrein[14].
- Le ladre est une dépigmentation des naseaux et de la bouche de l'équidé.

Enfin, les épis sont un dernier facteur d'identification. ce sont des zones de directions irrégulières des poils. Leur nombre et leur localisation sont relevés dans le signalement des chevaux.

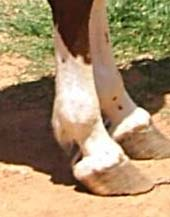
Balzane
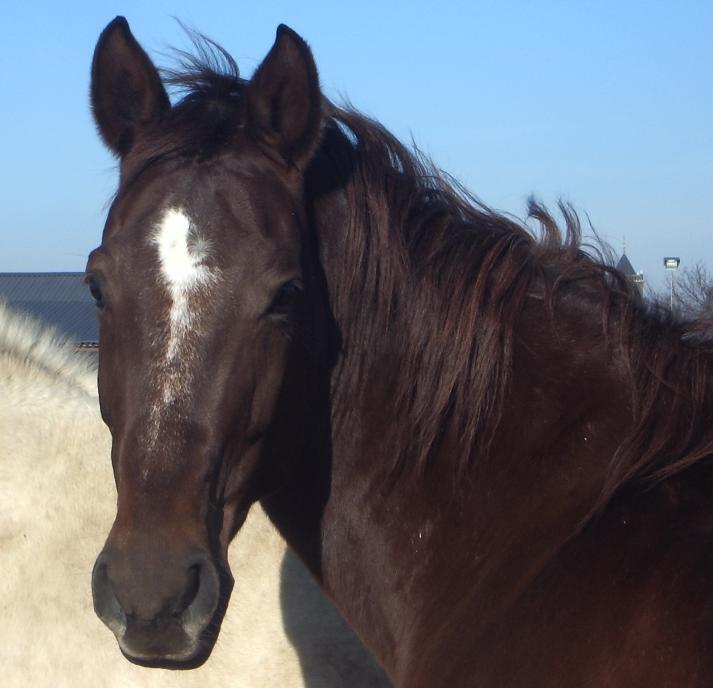
En-tête et liste
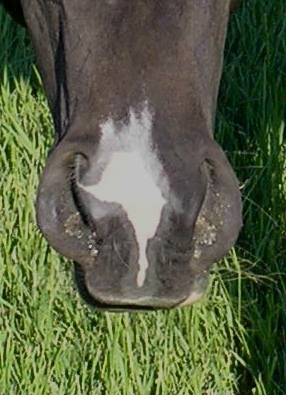
Ladre

## Locomotion et allures

### Appareil locomoteur

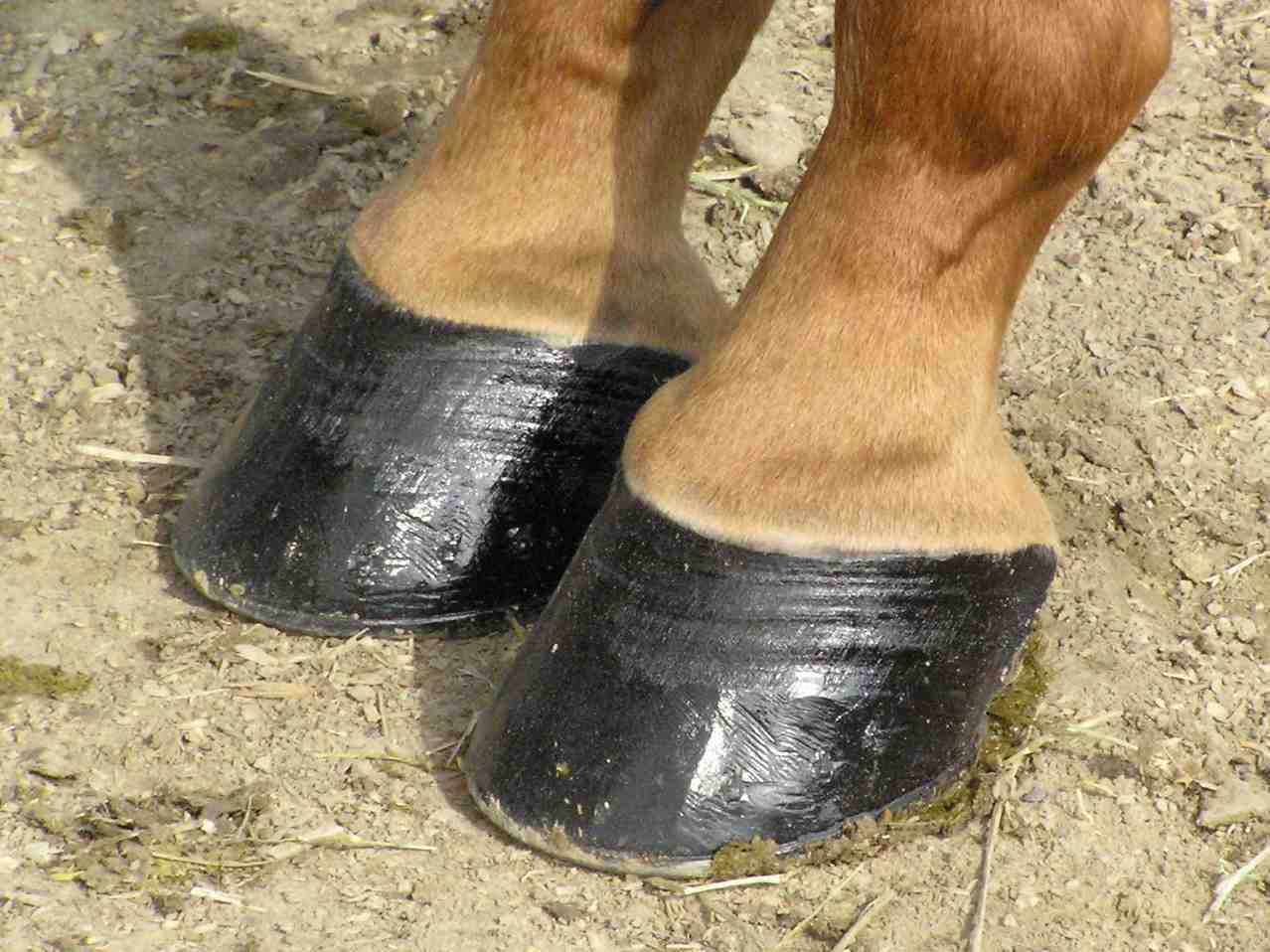
Sabots ferrés et graissés

Le cheval possède quatre membres appelés aussi jambes qui se terminent par un pied.
Une comparaison avec l'anatomie humaine permet de comprendre les particularités de cet animal. Le sabot du cheval correspond à un ongle de l'homme et le cheval marche ainsi sur l'équivalent d'un doigt qui remonte jusqu'au boulet. Le canon équivaut à la plante de nos pieds ou à la paume de nos mains, tandis que le genou correspond au poignet et le jarret équivaut à la cheville de l'homme. Le grasset du cheval correspond à notre genou. Tout comme le coude du cheval, il est situé contre le corps du cheval.
Les jambes du cheval peuvent être tendues avec un minimum d'effort grâce à un ensemble de muscles et ligaments appelés stay apparatus. Les ligaments du grasset peuvent bloquer la rotule de chaque membre postérieur, ce qui permet au cheval de bloquer ses membres postérieurs et tenir en position debout sans action consciente. Cette particularité anatomique permet au cheval de passer une partie de son sommeil en étant debout et d'être ainsi plus efficace pour fuir les prédateurs. Il est aussi courant de voir un cheval se tenir sur trois jambes grâce au stay apparatus et ainsi reposer un autre membre.
L'aplomb désigne la manière dont un membre est orienté sous le corps du cheval. Cette caractéristique a une influence sur la qualité des allures. Un aplomb à l'arrêt peut être considéré comme correct lorsque les jambes sont à la verticale et dans le cas contraire, il est considéré comme défectueux. En mouvement, un aplomb est de qualité correcte lorsque le cheval marche en ligne, c'est-à-dire que les membres antérieurs et postérieurs sont sur une même ligne.
Le pied est l'extrémité des membres du cheval. Le pied est composé d'un sabot -paroi, sole, fourchette et glômes-, enveloppe cornée, qui entoure des parties vivantes. La paroi correspond à l'ongle d'un doigt humain et provient d'une évolution vieille de 55 millions d'années pendant laquelle les autres doigts se sont atrophiés car l'ancêtre du cheval était passé d'un milieu de vie avec un sol spongieux à un sol dur.
Le pied est une partie fondamentale du cheval, d'où le vieux dicton « Pas de pieds, pas de cheval ». Au galop, tout le poids du cheval repose pendant un court instant sur un pied et plus précisément sur la fourchette, véritable coussinet amortisseur jouant un rôle indispensable entre le squelette et le sol. La paroi, pare-chocs du doigt, est donc un ongle en croissance permanente de 8 à 20 mm par mois. Dans la nature, le cheval parcourt 20 à 40 kilomètres par jour, use ses sabots au même rythme que la repousse.

### Allures

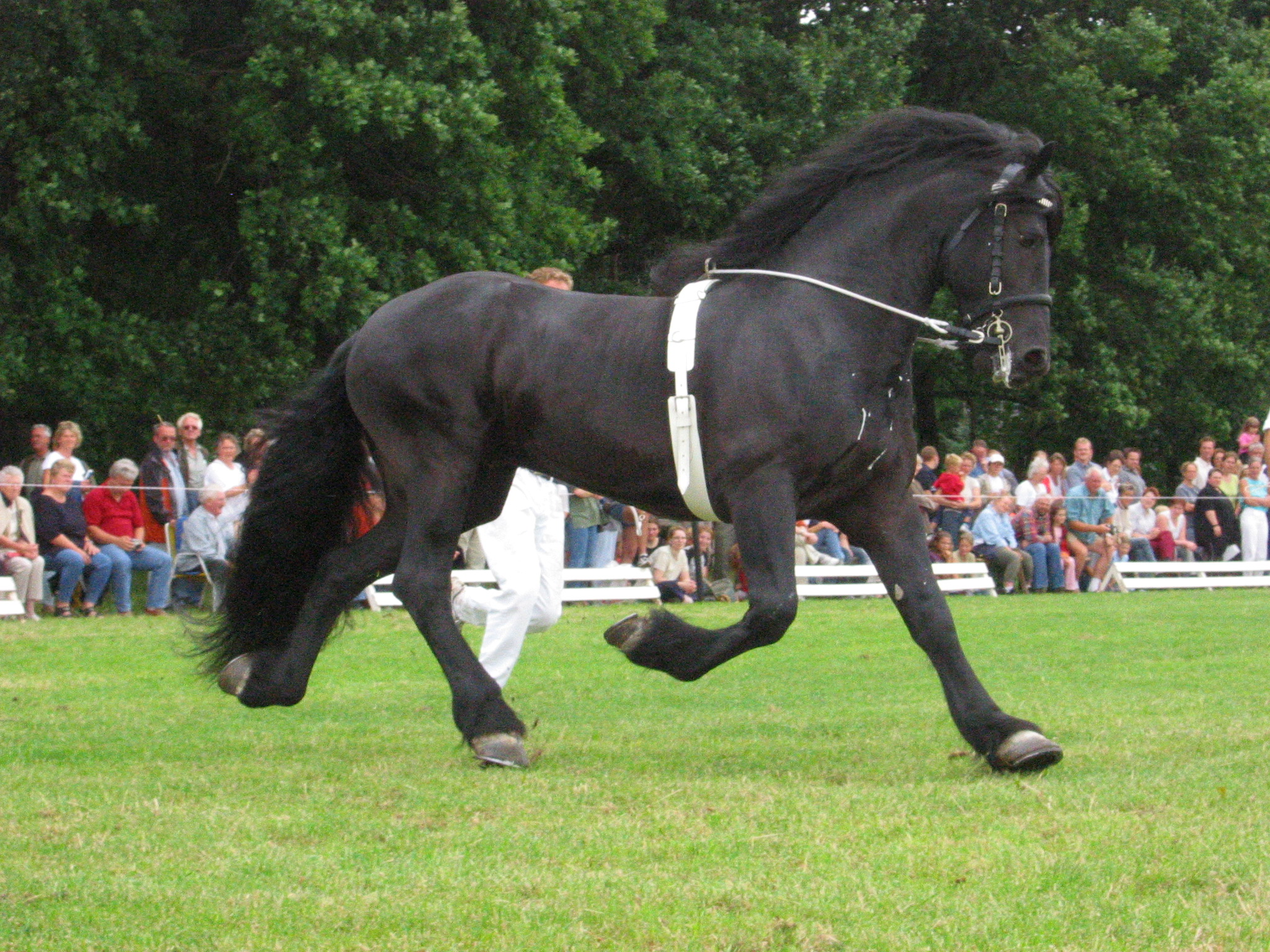
Cheval au trot

Pour se déplacer, le cheval mobilise ses membres dans un certain ordre qui permet de caractériser les allures, c'est-à-dire les différentes façons de se déplacer. Les allures sont classées en trois catégories qui sont les allures naturelles, les allures artificielles et les allures défectueuses.
- Les allures naturelles sont exécutées d'instinct par le cheval et dont font partie notamment le pas, le trot, le galop, l'amble et le tölt (pour les chevaux islandais en particulier), le reculer et le saut.
- Les allures artificielles sont acquises par le dressage, comme le passage, issu du trot, le pas d'école, le pas espagnol...
- Enfin, les allures défectueuses résultent d'une douleur ou d'une mauvaise utilisation du cheval, comme l'aubin du devant (trot des postérieurs et galop des antérieurs), l'aubin du derrière (trot des antérieurs et galop des postérieurs), le traquenard (trot décousu ou désuni par dissociation des bipèdes diagonaux), le galop désuni (galop à droite des postérieurs et galop à gauche des antérieurs, ou vice-versa) et le galop à quatre temps, galop lent qui dissocie le bipède diagonal.

Outre les allures, il existe des mouvements naturels comme les mouvements de défense ou d'attaque que constituent la ruade et le cabrer. Les mouvements sur place sont des mouvements d'école comme le piaffer qui est un trot sur place, la courbette où le cheval se cabre et la croupade où le cheval rue.

### Battue
Une battue est le bruit au sol du poser d'un pied, ou de deux pieds simultanément. Une succession de battues crée le rythme du galop, du trot ou du pas.

## Sens du cheval

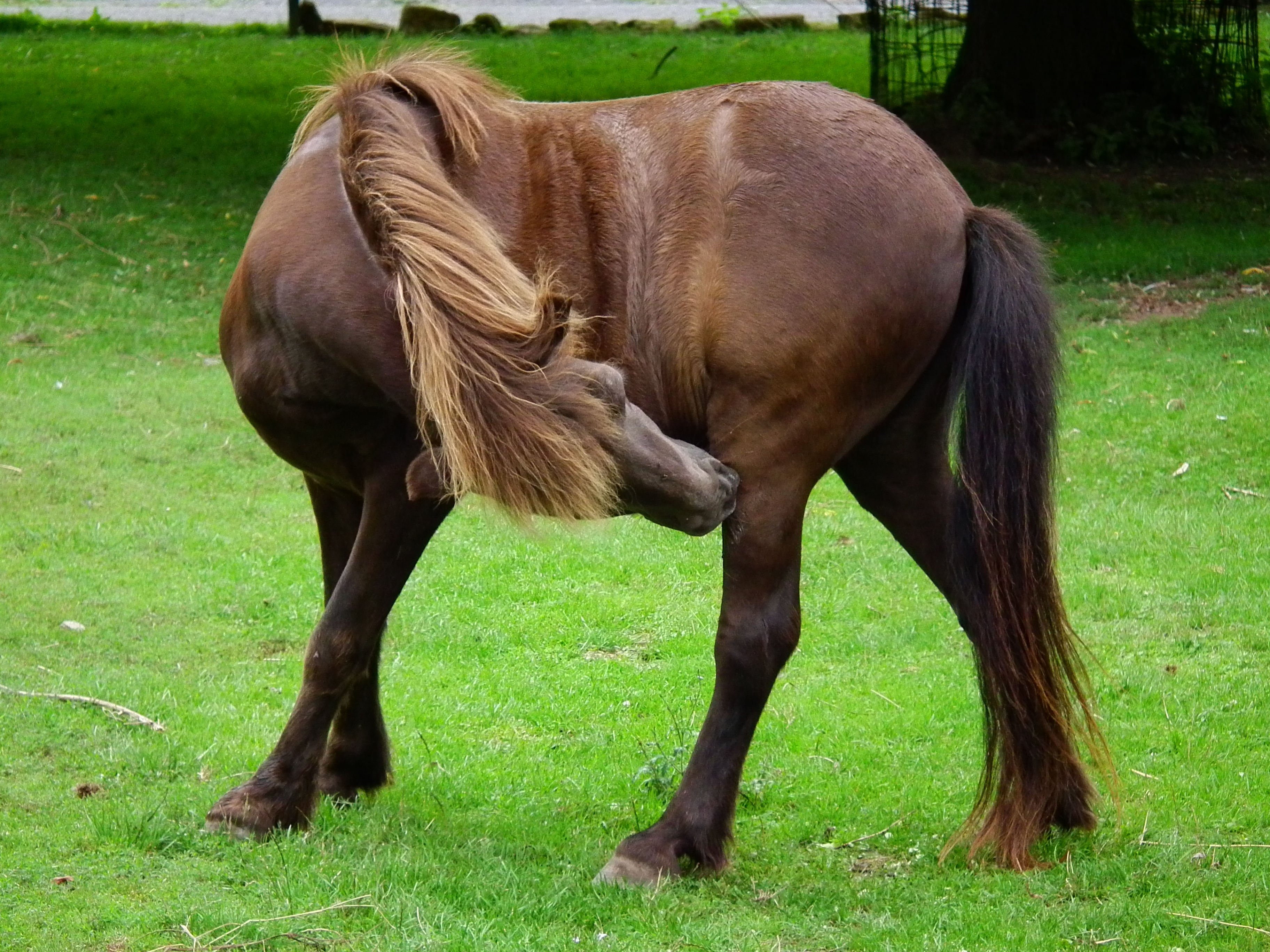
Le cheval n'est pas un animal très souple.

Le cheval dispose de cinq sens mais certains évoquent même l'existence d'un sixième sens qui serait de prévoir le mauvais temps ou un danger . Les sens les plus développés sont la vue, l'odorat, l'ouïe et le toucher.

### Vue

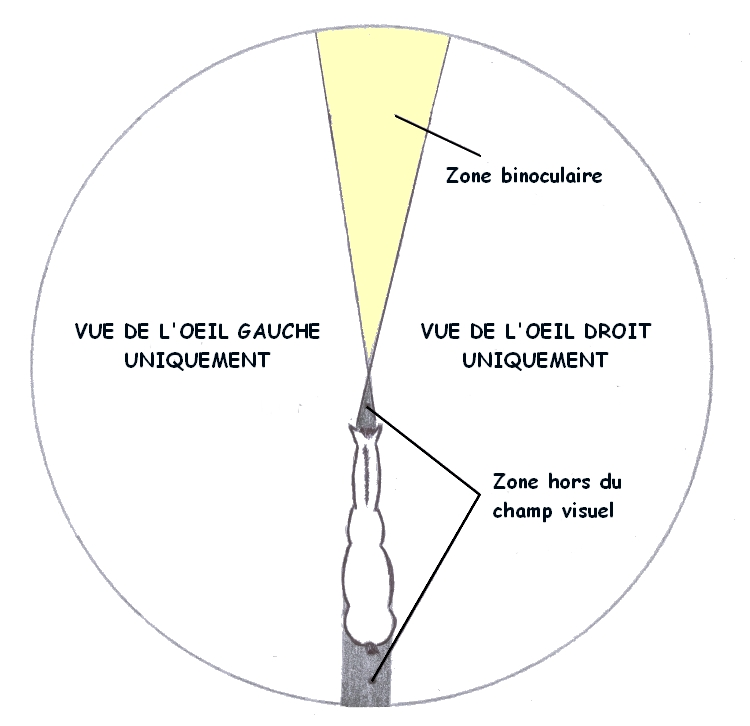
Représentation schématisée du champ visuel panoramique très large du cheval.

Le cheval dispose d'un angle de vue de 330 à 350° (contre 180 à 190° chez l'homme) avec seulement deux angles morts situés exactement devant et derrière lui : sa vision lui permet de voir sur les côtés comme la cravache du cavalier, mais il ne voit pas une main posée directement sur son chanfrein ou si quelque chose lui est présenté au niveau de sa bouche. L'angle mort arrière, de 20 à 30° suivant les auteurs, peut être compensé par une adaptation comportementale : la posture d'alerte, nez au vent et tête oscillant de gauche et de droite. La présence de vibrisses sur le nez, le menton et autour des yeux, lui permet de suppléer la vue handicapée par l'angle mort du champ visuel frontal, de s'approcher très près de substances (notamment pour « évaluer » la nourriture) et de les appréhender. En contrepartie, les champs de vision de chaque œil ne se superposent que sur une bande étroite à l'avant. Le cheval ne peut donc apprécier les distances que dans cette zone. Dans les autres zones, il perçoit pour chaque œil une image différente. Cette vision monoculaire permet de distinguer rapidement tout ce qui est en mouvement. Cette conformation, courante chez les herbivores grégaires, permet le maintien du contact visuel avec les membres du troupeau, une détection et une identification plus aisée des éventuels prédateurs quel que soit leur angle d'attaque.
L'acuité visuelle du cheval est moyenne ou médiocre pour certaines races. Ainsi, 75 % des chevaux de trait sont myopes. En revanche, lorsqu'il a les yeux baissés, le cheval a la capacité de voir aussi bien les objets proches du sol que ceux qui sont lointains grâce à la forme ovale de son cristallin. Il peut ainsi, tout en broutant, surveiller facilement son environnement à la recherche de prédateurs. La vision du cheval possède une fréquence de perception de 20 à 25 images par seconde, contre 15 à 18 pour l'homme. Cette caractéristique entraîne une meilleure faculté à percevoir les mouvements, et donc les prédateurs qui s'approchent.
Le cheval voit bien la nuit grâce au tapetum lucidum, couche réfléchissante qui couvre sa rétine. Présente chez tous les mammifères, elle est bien développée chez le cheval qui possède ainsi une vision nocturne dont les capacités sont proches de celle du chat. La pupille, qui peut s'ouvrir au fur et à mesure que la lumière baisse, contribue également à ces performances. En contrepartie, la vision du cheval gère plus difficilement les transitions brusques de luminosité. La vision des couleurs est notablement différente de celle des humains et peut se comparer à la vision des daltoniens : le cheval a une vision dichromate, et distingue une palette allant du bleu au jaune, de longueurs d’onde courtes à moyennes, mais il ne distingue pas le rouge, qui  lui paraît gris. Certains chevaux devenus aveugles peuvent tout de même vivre à peu près normalement : ils se font aider d'un congénère.

### Ouïe
Le cheval possède une ouïe très fine, capable d'identifier une souris dans la paille à 100 mètres ou de distinguer des sons dont l'intensité ne varie que d'un décibel. Il perçoit des sons sur une plage de fréquence de 6 Hz[réf. souhaitée] à 33 500 Hz, ce qui lui permet de ressentir des tremblements de terre avant l'homme ou de percevoir des ultrasons.
Mobilisés par seize muscles, les pavillons auriculaires du cheval sont mobiles, ce qui lui permet de les orienter vers la source d'un son qu'il souhaite analyser. Les chevaux manifestent le réflexe de Pryer s'ils entendent un son soudain : ils impulsent une rotation des oreilles en direction de la source de ce son. 
Les deux oreilles sont mobiles de façon indépendantes et il existe une connexion nerveuse entre les muscles des yeux et des oreilles qui confère la capacité d'orienter en même temps les deux organes sensoriels vers un signal qui attire l'attention du cheval. La forme en entonnoir des oreilles est également un facteur d'amélioration de la capacité auditive. Cette dernière est indispensable pour cet animal pour détecter les prédateurs, en particulier pour compenser sa perception visuelle peu utilisable lorsqu'il mange, activité qui constitue pourtant son occupation principale.

### Odorat

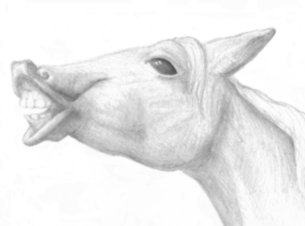
Dessin d'un cheval effectuant un flehmen

Sans être aussi fin que celui du chien, le cheval possède un sens développé de l'odorat grâce à des cellules olfactives très sensibles qui tapissent ses larges naseaux. Il est également doté de l'organe de Jacobson au fond de la cavité nasale qui sert à fixer les odeurs pour permettre une meilleure analyse permettant par exemple d'identifier des signaux par phéromones.
Le cheval se sert de son odorat pour trouver de l'eau. Les chevaux des Bédouins peuvent sentir la présence de l'eau cachée sous terre et cette capacité est indispensable dans le désert ou la steppe pour un animal qui boit jusqu’à 40 litres d'eau par jour. L'odorat sert aussi à inspecter les objets inconnus, reconnaître les amis et ennemis, reconnaître les autres groupes en sentant les dépôts de crottin et d'urine et pour les étalons, reconnaître une femelle en chaleur à 600 ou 800 m. Les chevaux se flairent le nez et le souffle pour se saluer.
Pour analyser plus finement une odeur, le cheval les enferme dans sa fosse nasale en inspirant profondément, retroussant la lèvre supérieure et faisant délicatement aller et revenir l'air dans ses fosses nasales tout en relevant la tête. Cette attitude est appelée flehmen et permet d'activer l'organe voméro-nasal.
Le cheval est capable de discriminer les odeurs humaines, et de différencier l'odeur d'une personne qui a peur de celle d'une personne qui expérimente de la joie.

### Goût

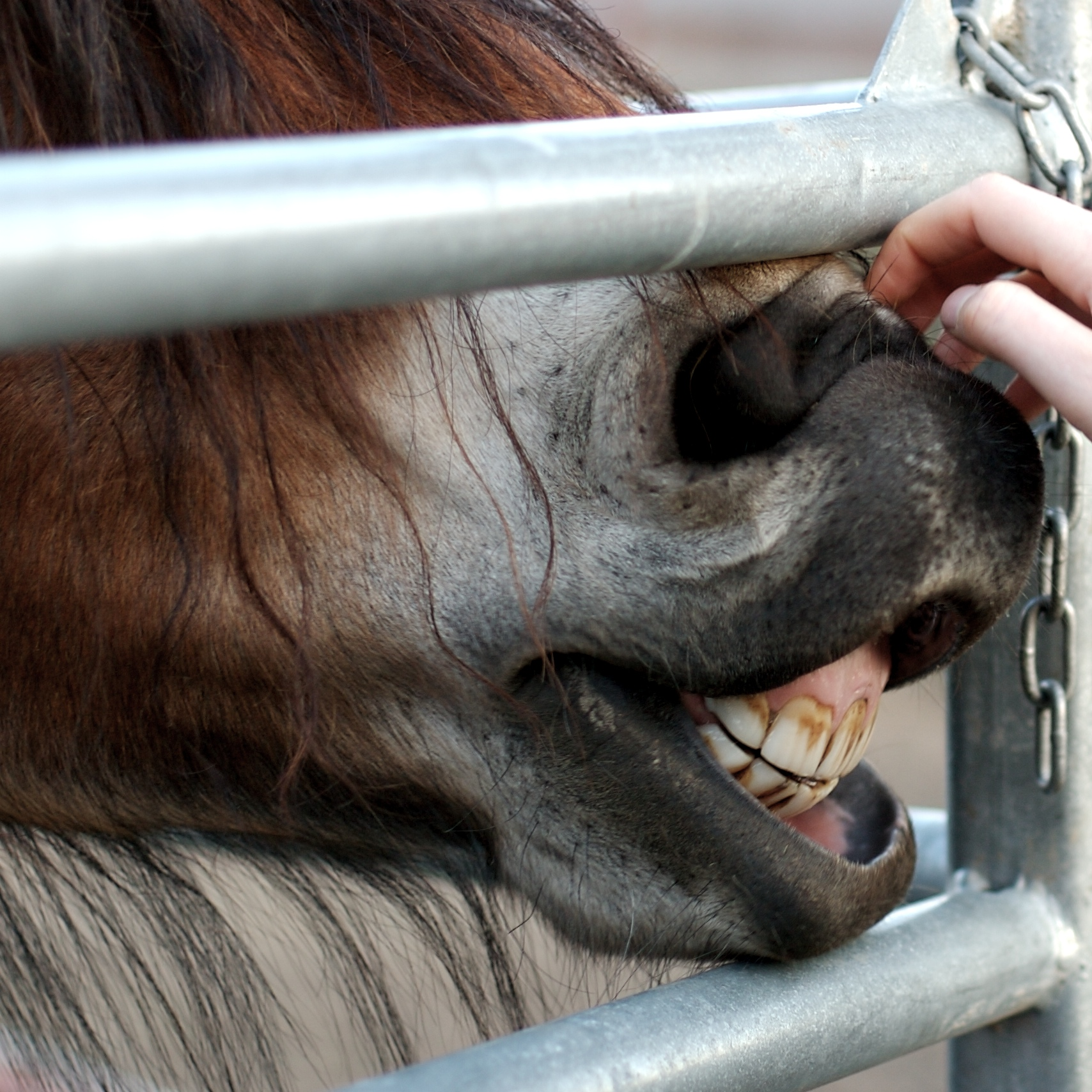

Le cheval possède des papilles gustatives lui permettant de distinguer le sucré, le salé, l'amer et l'acide. Il se sert de ce sens pour reconnaître les aliments. Ces derniers sont différentiés par le goût une fois passée l'étape du flairage. Le goût permet d'identifier les aliments qui sont bons pour leur santé et ceux qui sont néfastes. Ne possédant pas la capacité de vomir, le cheval se doit d'établir correctement son alimentation. À l'état naturel, le cheval est peu attiré par le goût sucré. La fréquentation de l'homme l'a habitué à ce goût.

### Toucher
Les chevaux possèdent un sens du toucher qui est variable suivant les parties du corps. Les jambes sont peu sensibles, contrairement à la tête et au dos.Au simple contact d'une mouche, le cheval peut faire frémir ces parties grâce au muscle peaucier. Le sabot est insensible car non doté de cellules nerveuses, mais le pied est sensible aux variations de pression, ce qui permet au cheval d'adapter son équilibre à la nature du sol.
Les lèvres sont entourées de poils sensibles appelés vibrisses et comparables aux moustaches du chat. Elles permettent par exemple au cheval de trier les aliments. Les lèvres fournissent également des informations sur la nature de l'objet touché. Les chevaux peuvent se toucher pour le plaisir, en particulier lors de toilettage mutuel. Le cavalier se sert aussi du sens du toucher du cheval pour lui indiquer qu'il a effectué correctement un exercice ou exercer un inconfort via l'utilisation d'une cravache.

## Anatomie

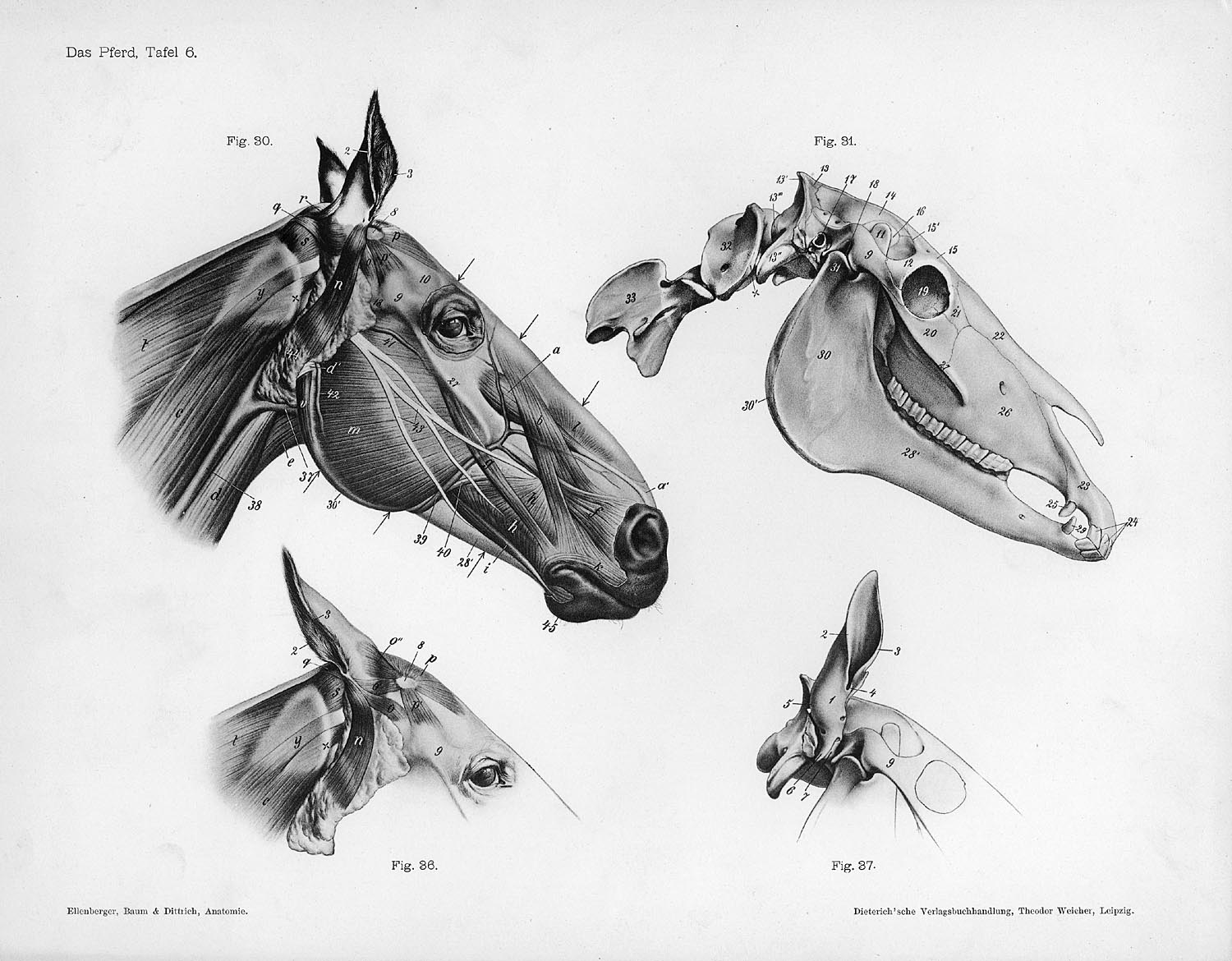
Anatomie de la tête du cheval

L'anatomie du cheval a été étudiée tôt par l'homme car ce dernier a cherché à comprendre son fonctionnement pour mieux l'utiliser. Un des premiers ouvrages sur l'anatomie du cheval est celui de Carlo Ruini en 1598.

## Entretien

### Environnement de vie (pré, box, semi-liberté, etc.)

#### Box

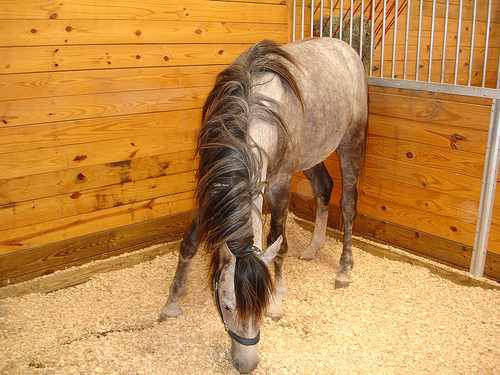
Dans la stalle.

C'est lieu clos qui permet au cheval de vivre seul et qui dispose ainsi de la liberté de mouvement.
Un box doit être suffisamment grand pour permettre au cheval de s'allonger. La taille la plus courante pour un box est de 9 à 12 m² pour un volume d'air de 40 m3 par cheval
.
Parfois, pour des raisons de manque de place, plusieurs poneys peuvent partager un box qui était destiné à l'origine à un cheval.
Le box permet d'isoler un cheval de ses congénères comme une poulinière gestante ou accompagnée de son poulain, un étalon, un cheval atteint d'une maladie contagieuse.
Un cheval en box doit avoir une activité physique compensatrice: il doit être sorti au minimum une heure par jour. 
Le cheval a tendance à s'ennuyer en box et a plus de risques d'attraper des tics comportementaux. Il aura aussi tendance à manger plus de paille pour s'occuper et risque de grossir. Afin d'améliorer l'habitat du cheval, les boxes peuvent être munis d'une grille sur les murs mitoyens, permettant aux chevaux de communiquer entre eux. Un box ayant une vue vers l'extérieur permet au cheval voir ce qui se passe à l'extérieur et de satisfaire sa curiosité naturelle. Enfin, des jouets disposés dans le box permettront au cheval de s'occuper.
Le sol du box est recouvert d'une litière. Cette litière peut être faite de paille, copeaux de bois, tourbe, fibres de lin, voire de papier. Elle sera disposée "en bateau", remontant légèrement au niveau des murs.
Le crottin doit être enlevé quotidiennement. La litière sera changée chaque semaine. En hiver, on pourra laisser une fine couche de la litière précédente au fond du box: elle constituera le "gâteau".
Le box doit être muni soit d'un seau soit d'un abreuvoir automatique. On nettoiera et vérifiera le bon fonctionnement de l'abreuvoir automatique.
Le box peut être muni d'une mangeoire, fixée à hauteur d'épaule dans un angle du box. La mangeoire sera disposée dans un angle opposé à celui de l'abreuvoir.

#### Stalle

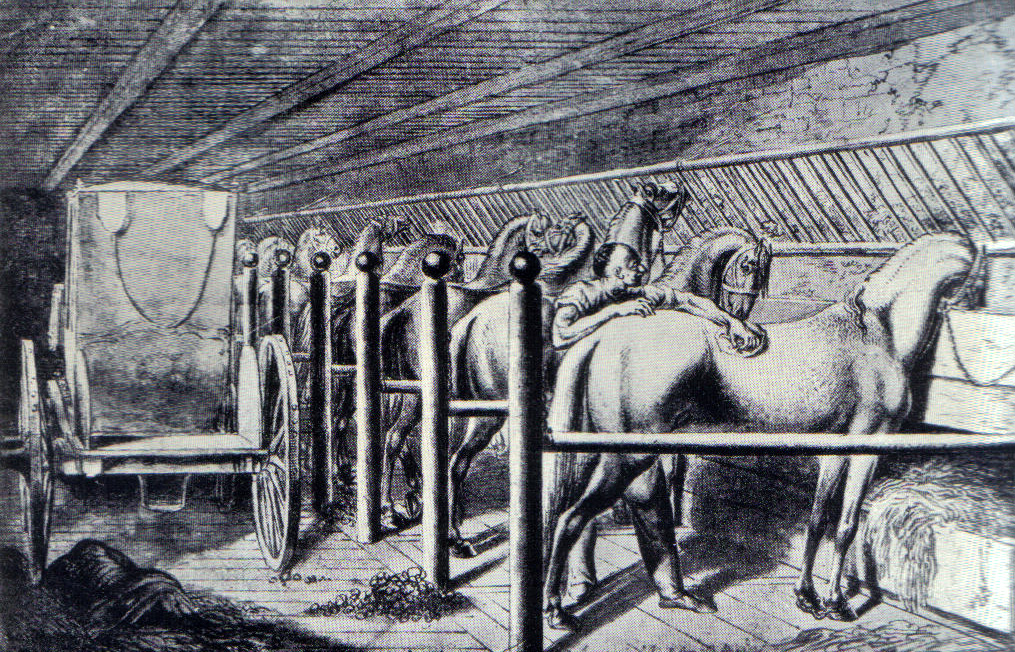
Stalles en Pologne.

C'est un hébergement dans lequel le cheval est attaché par un système coulissant qui lui permet de manger, de se coucher, de regarder sur les côtés et de reculer légèrement. 
La stalle est plus petite qu'un box mais sera aménagée de la même façon (point d'eau, litière).  Elle aussi, elle doit être suffisamment grande pour permettre au cheval de s'allonger
. On veillera encore plus à l'activité physique du cheval. L'équidé est obligé de rester dans le même sens face au mur, ce qui, ajouté à l'impossibilité de se déplacer, peut avoir des conséquences néfastes sur son moral. Les stalles ne sont pas toujours séparées par une cloison.

#### Pré ou pâture
C'est un espace clos en herbe, normalement muni d'abris pour les chevaux.
Le cheval peut vivre toute l'année en pré. Le pré disposera d'un abri (construction, murs et arbres), pour que le cheval puisse se protéger du vent ou trouver de l'ombre.
Le cheval devra avoir accès à un point d'eau. Pour la période hivernale, le cheval pourra être recouvert d'une couverture, surtout si ses poils ont été tondus.
Il faut compter en moyenne un hectare par cheval pour que le cheval puisse se nourrir exclusivement d'herbe. Si le pré est plus petit, il faudra compléter l'alimentation du cheval par une ration de concentrés.

#### Stabulation libre
C'est un lieu abrité d'une certaine taille où plusieurs équidés sont regroupés en liberté.

### Alimentation
Dans la nature, le cheval est exclusivement herbivore et se nourrit d'herbe en majorité. Les chevaux d'écurie mangent des céréales comme l'avoine, l'orge et parfois le maïs, des aliments composés industriels comme les granulés et des fourrages, c'est-à-dire du foin, de la luzerne ou de la paille. Les chevaux en pâturage se nourrissent d'herbe composée de 70 % de graminées et 20 % de légumineuses et 10 % de diverses plantes. 

#### Différents types d'aliments
Les aliments sont classés en 2 grandes familles :
- les fourrages
- les concentrés

##### Fourrages
- le foin. Il doit être vert, odorant et non poussiéreux. Ses qualités dépendent des herbes qui le composent.
  - le foin trempé est utilisé pour les chevaux allergiques ou ayant des problèmes respiratoires
  - le foin de luzerne. Il est très nutritif. Il est généralement utilisé pour les chevaux en convalescence ou au repos après un travail intensif.
- la paille. Elle doit être sans odeur et non poussiéreuse.

##### Concentrés
- les céréales [23]: 
  - l'avoine. L'avoine est une bonne source énergétique mais a tendance à être excitante. Il est déconseillé de donner de l'avoine à un cheval au repos. L'avoine peut être donnée entière ou aplatie pour une meilleure digestion.
  - l'orge. L'orge est légèrement plus énergétique que l'avoine. Elle doit être donnée concassée ou aplatie.
  - le maïs. Le maïs est très énergétique. Il est idéal pour faire prendre du poids. Il doit être donné concassé.
  - le tournesol
  - le son. Le son est très peu calorique. C'est un aliment légèrement laxatif sous forme de mash. Donné sec, il a l'effet inverse. Il ne doit être mélangé qu'en quantité restreinte avec les autres céréales.
  - le lin. La graine de lin contient beaucoup de lipides. Elle est idéal pour faire prendre du poids. Elle doit être donnée cuite.
- les aliments complets : élaborés en usine.

L'eau : 
Les chevaux boivent environ 20 à 40 litres d'eau par jour et jusqu’à deux fois plus en été ou pour les chevaux lourds.

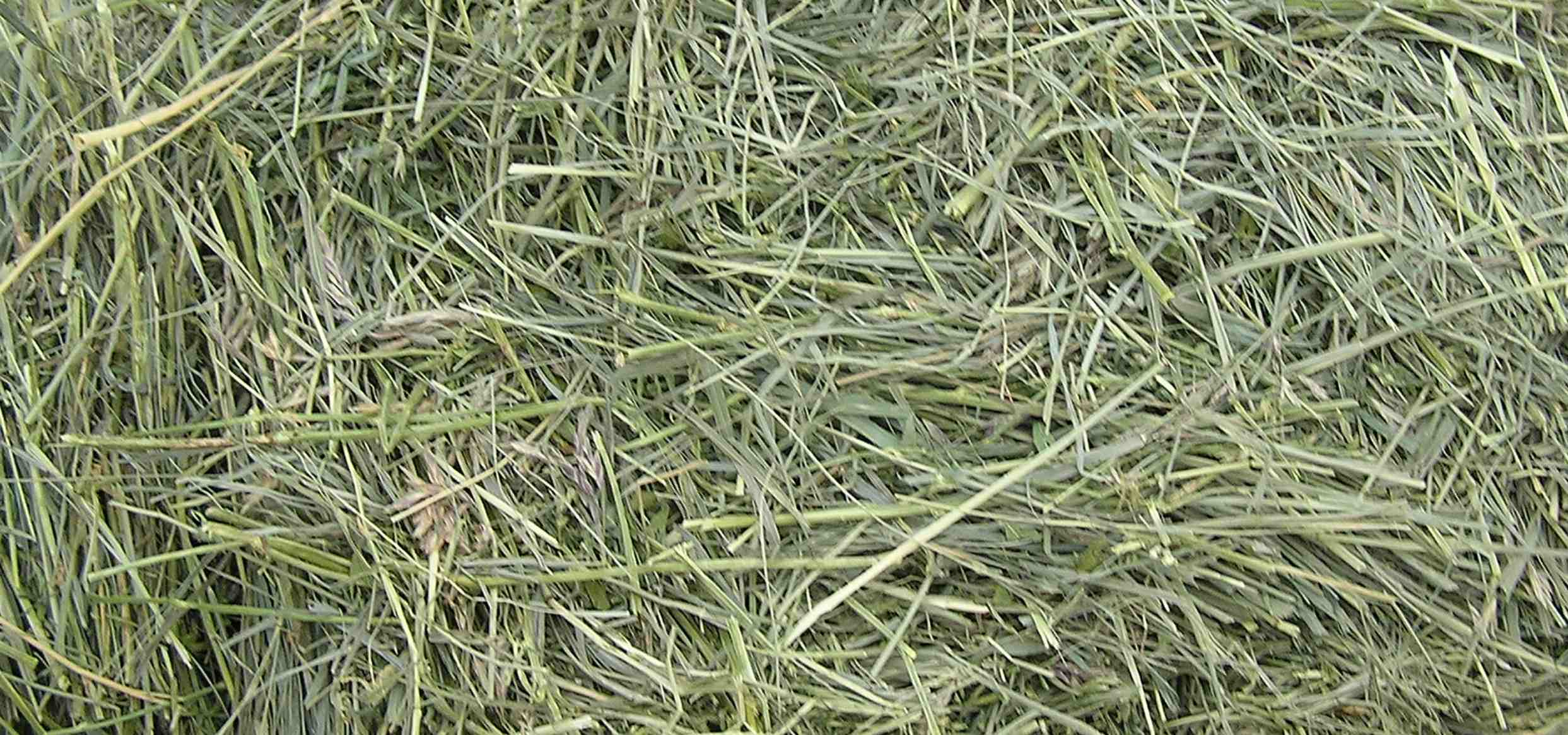
Foin
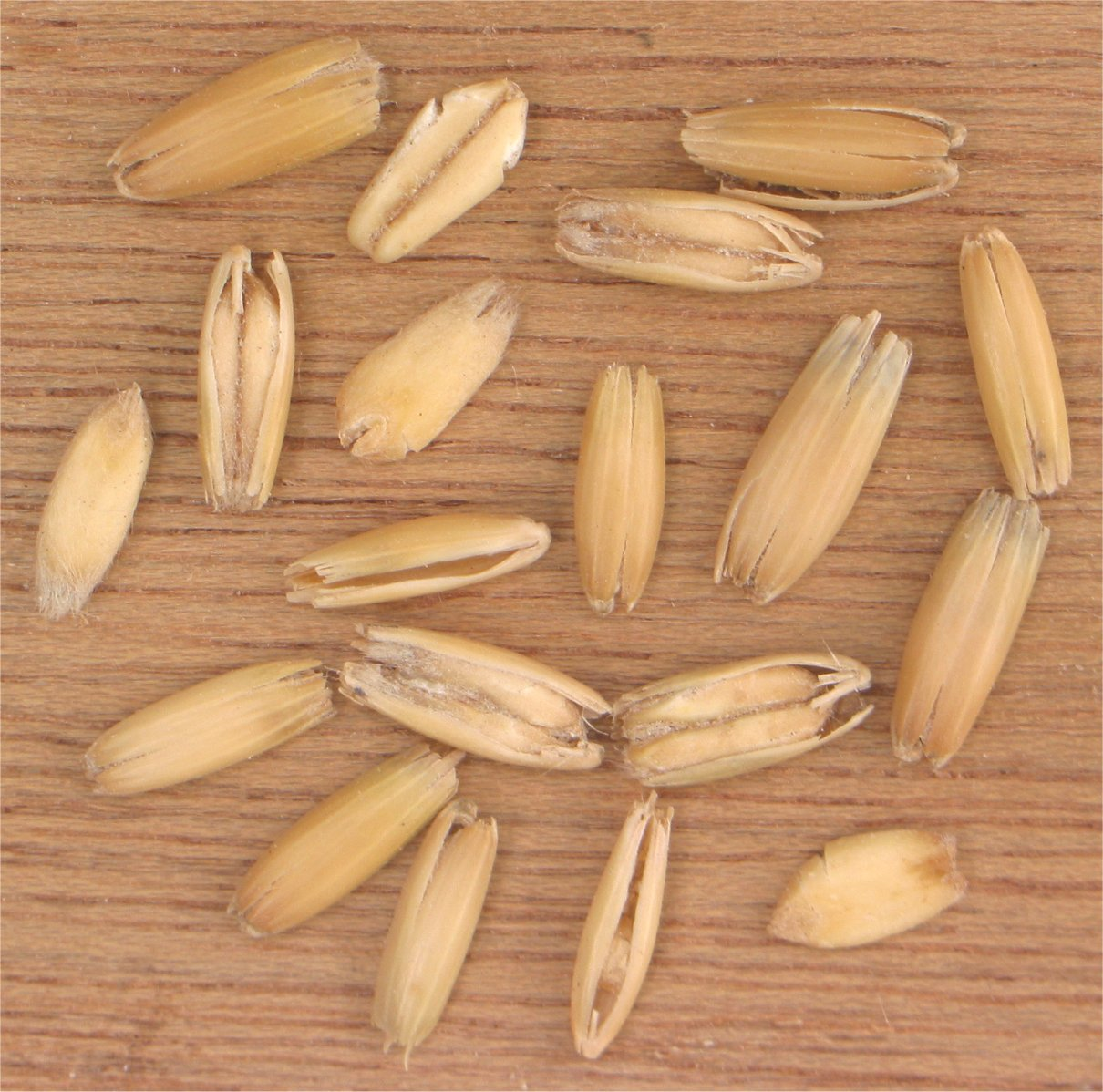
Grains d'avoine
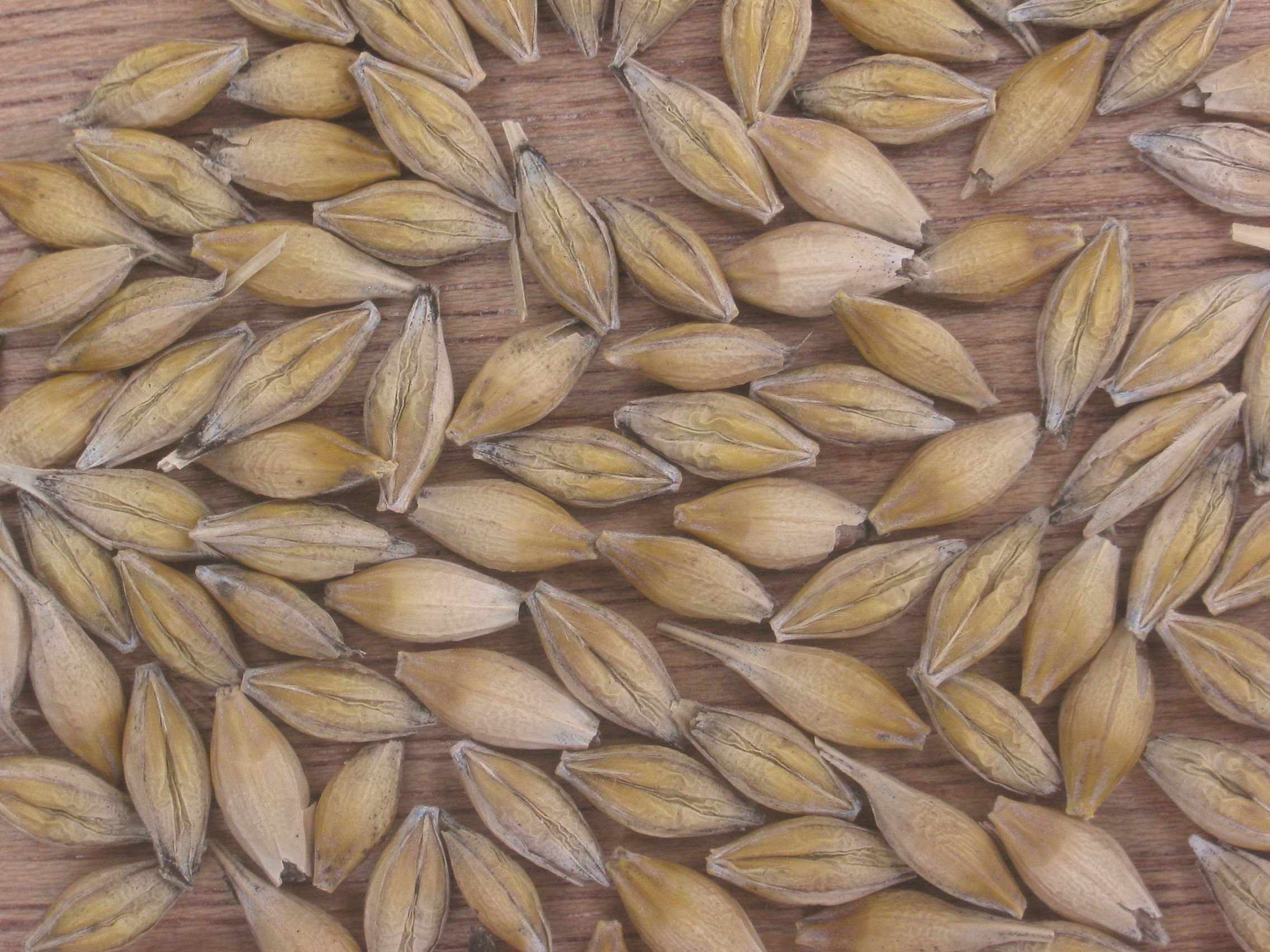
Grains d'orge
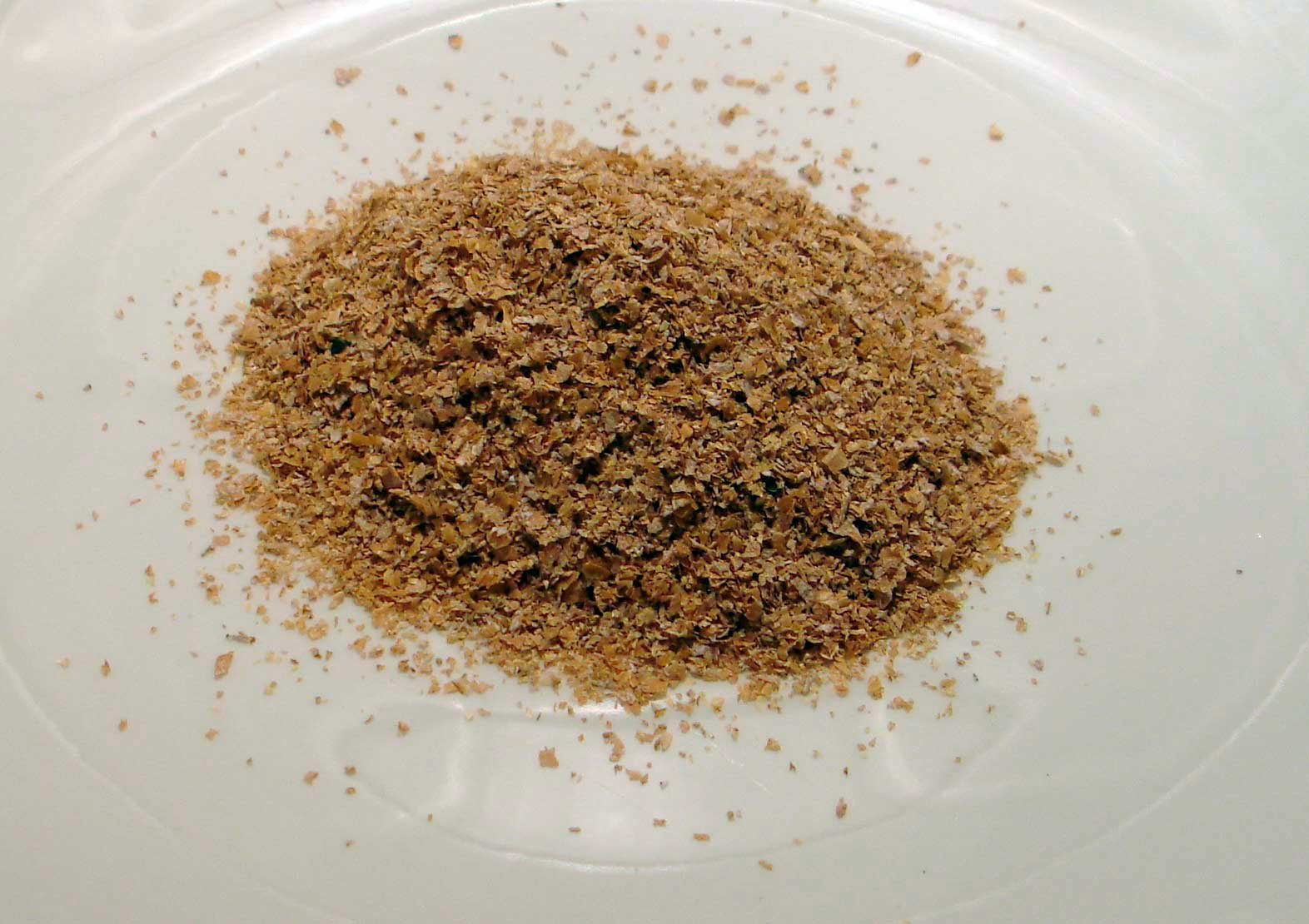
son
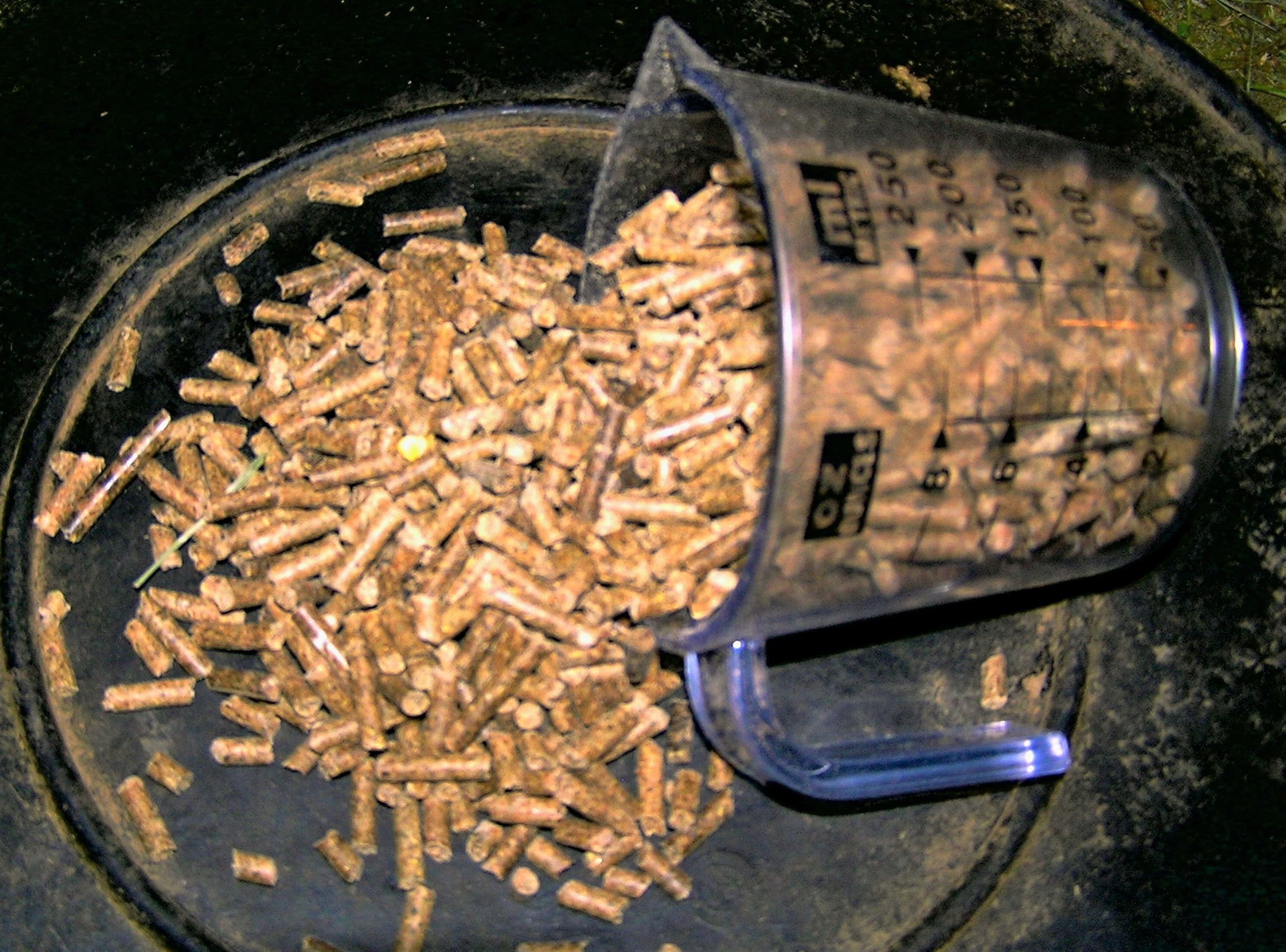
Aliments complets

#### Besoins du cheval en aliments
Si la nourriture est disponible en quantité suffisante, un cheval consacre de 14 à 16 heures par jour à s'alimenter. Cette durée importante résulte de son estomac de petite taille et des aliments peu énergétiques qui sont consommés.
Tous les  chevaux n'ont pas les mêmes besoins en nourriture (ex : un cheval rustique vivant au pré n'aura pas la même nourriture qu'un cheval léger vivant au box et faisant de la compétition). 
Ces besoins dépendent:
- du sexe du cheval
- de sa race
- de sa taille
- de la température extérieure
- de son travail (activité physique)
- de son état physiologique (jument gestante ou allaitante).

### Ferrure

#### Rôle
Les sabots peuvent être équipés de fers, qui sont généralement des pièces d'acier, d'aluminium ou de matière plastique collés ou fixées dans la corne afin de protéger celle-ci de l'usure, notamment quand un équidé doit régulièrement marcher sur des sols durs. 
Le fait de ferrer un équidé ou non dépend de la qualité de son pied, de son utilisation (discipline, lieu de travail) et de ses conditions de vie, certains chevaux pouvant rester « pieds nus ».

#### Description des fers
Les fers doivent être adaptés aux caractéristiques physiques de l'équidé (âge, morphologie, aplombs, forme du pied…), à son type de travail et à son environnement. Un fer possède deux branches et un ou plusieurs pinçons qui sont de petits triangle métalliques renforçant la tenue du fer. Le fer antérieur n'a qu'un seul pinçon alors que le fer postérieur en possède deux. Certains fers possèdent deux trous à l'arrière qui s'appellent des mortaises, qui servent à la pose de crampons qui améliorent la tenue du cheval sur sol mou. Le fer antérieur est plus arrondi que le fer postérieur qui est plutôt ovale. Le fer est divisé en quatre parties : l'éponge, le quartier, la mamelle et la pince.
Certains fers peuvent avoir une fonction orthopédique.

#### Ferrage et entretien
L'étape du ferrage est souvent réalisée par un maréchal-ferrant, et comprend notamment le parage (taille de la corne) et la pose des fers. Chez un cheval de selle, il est conseillé de réaliser un nouveau ferrage tous les 45 à 60 jours, fréquence qui peut varier en fonction de l'activité de l'animal, de son entretien et de la pousse de la corne. Lorsque les fers ne sont pas usés, ils peuvent être reposés après un nouveau parage.
Une fois posés, la fixation des fers et l'état du pied doivent être vérifiés régulièrement. Il est ainsi possible de sonner avec la partie métallique du cure-pied le fer, qui ne doit pas vibrer. Il faut aussi vérifier que la corne n'a pas trop poussé (devant et sur les côtés du fer) pour que le cheval garde des aplombs corrects. Par temps chaud et lorsque le cheval travaille beaucoup, la corne pousse plus rapidement[réf. nécessaire].

### Dents
La disposition des molaires favorise une usure dissymétrique des dents : des irrégularités ou surdents peuvent apparaître, blessant la bouche du cheval. Les surdents doivent être supprimées par râpage.

### Pansage
Xénophon, au IVe siècle av. J.-C., insistait déjà dans l'ouvrage Cyropédie sur la toilette quotidienne à prodiguer au cheval : « quand on étrille un cheval, il faut commencer par la tête et la crinière (...), pour le reste du corps, il faut, avec tous les instruments de pansage, le frotter à rebrousse-poils et secouer la poussière dans le sens naturel ». Les instruments de pansage n'ont que peu évolué depuis.
Le pansage est prodigué au cheval dans cet ordre :
1. Étrille
2. Bouchon (ou brosse dure)
3. Brosse douce
4. Époussette
5. Éponge

Et aussi le cure-pied au début ou à la fin du pansage.